# تعاقب الأجيال
تعاقب الأجيال (بالإنجليزية: Alternation of generations)‏ هو تناوب الانتقال بين الطور الصبغي النووي الضعفاني إلى الطور الصبغي النووي الفرداني في دورة حياة الكائنات الحية وتكاثرها الجنسي.
يتطلب التكاثر الجنسي لجميع الكائنات الحية تكوين خلايا متخصصة تدعى الأعراس، تضم نواها سلسلة مفردة من الصبغيات يرمز لها (ن)، وتسمى هذه الحالة من الصبغيات بفردانية (بالإنجليزية: Haploidy)‏ الصيغة الصبغية النووية.
يجمع الإلقاح [ر] عرساً ذكرياً وعرساً أنثوياً لتكوين اللاقحة (البيضة الملقحة أو الزيغوت). وتضم اللاقحة في نواتها مجموعة من الصبغيات المؤلفة من سلسلتين من (ن) من الصبغيات يرمز لها (2ن)، وتسمى هذه الحالة من الصبغيات بضعفانية (بالإنجليزية: Diploidy)‏ الصيغة الصبغية النووية.
يجري الرجوع إلى الحالة الصبغية الفردانية بانقسامين نوويين متتاليين تنقسم فيهما الصبغيات النووية مرة واحدة، ويعرف هذا بالتنصيف meiosis ويسمى الانتقال من المعادلة الصبغية الضعفانية الصيغة الصبغية (2ن) إلى المعادلة الصبغية الفردانية الصيغة الصبغية (1ن) بالاختزال الصبغي أو الكروماتيني وتسمى الدورة بدورة تعاقب الأجيال.

## تعاقب الأجيال في الرحميّات
يشمل مصطلح الرحميّات جميع النباتات التي تتكوّن أعراسها الأنثوية داخل هياكل تسمى الأرحام (archegonium). ومن الأمثلة على الرحميّات: البريويّات، التريديّات، بواكر البذريّات.
تتطوّر النباتات العرسيّة خلال مسيرة تطوّر الرحميّات لِتُشكّل مجموعة من الخلايا الموجودة في البذريّات، والتي تتكوّن من 16 خليّة فردانيّة أو 8 خلايا أو 4 خلايا فردانيّة، تمثّل هذه الخلايا الأربع في نوع معيّن من النباتات مثل نبات التوليب الحرجي Tulipa sylvestris، حيث تكون تلك الخلايا الأربع بوغيّة الشكل ومتساوية الأهميّة للجنسين الذكريّ والأنثويّ.

## تعاقب الأجيال في الفطريات الدعاميّة
في الفطريات الدعاميّة، عندما يحين وقت تكوين النبات العرسيّ، تنمو خيوط زاحفة وتتشعّب لِتُشكّل ما يسمّى بالمشيجة الابتدائيّة، ثمّ يحدث الإلقاح في مرحلتين: المرحلة الأولى تشكّل خلايا ذات نوى مزدوجة تسمّى ديكاريون، وفي هذه المرحلة تتّحد الخيوط لِتشكّل حامل القرب. بعد ذلك، يحدث الإلقاح النوويّ داخل خليّة خاصّة، وتنتج أربع أبواغ دعاميّة، هذه الأبواغ تنمو لِتُشكّل نباتًا عرسيًّا جديدًا، وهكذا تكتمل دورة حياة الفطريّة الدعاميّة.

## معرض صور

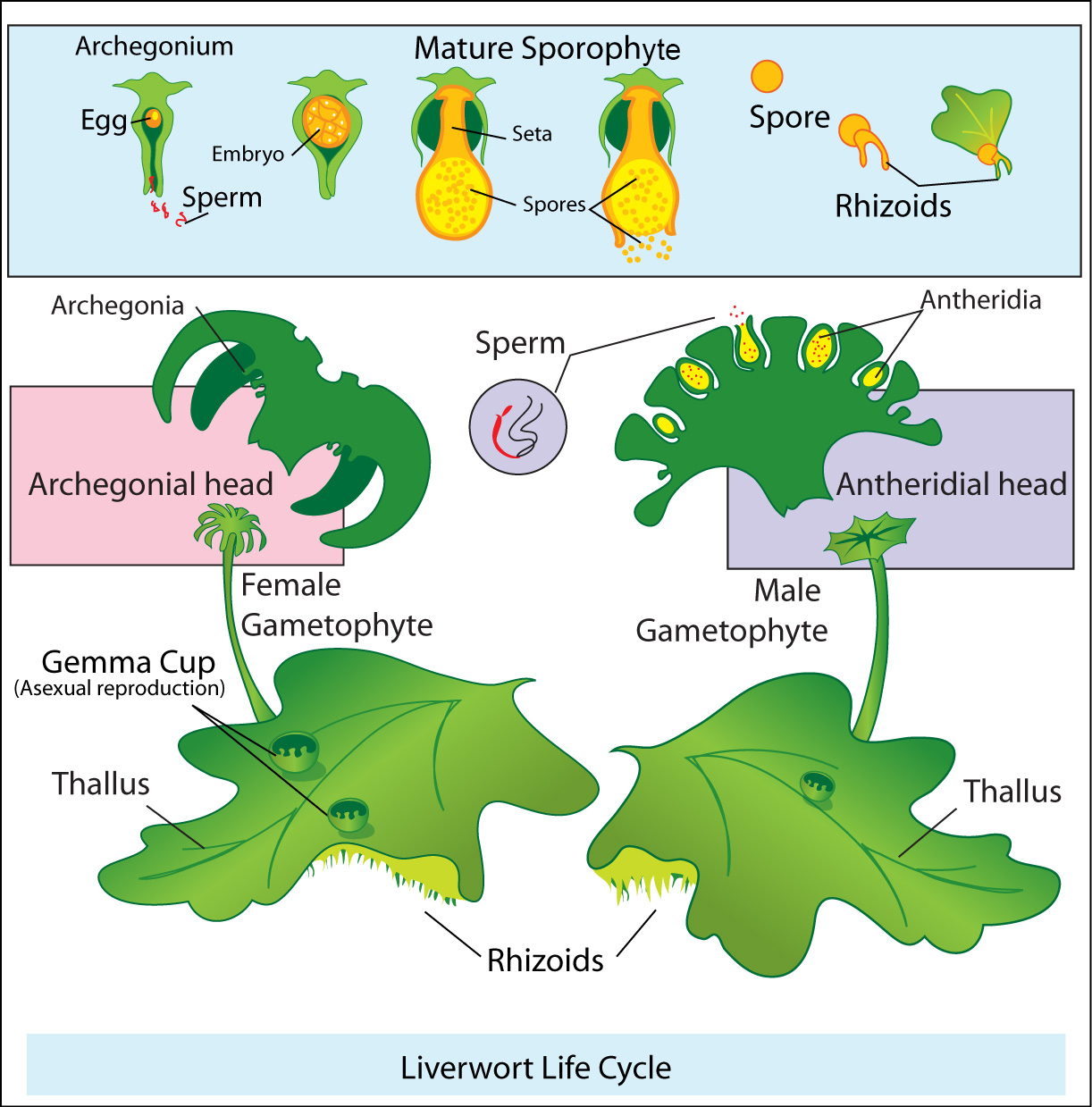